# Sofia Meakin
Sofia Meakin (* 7. Februar 1998 in Genf) ist eine Schweizer Ruderin.

## Karriere
2016 belegte sie im Doppelvierer den achten Platz bei den Junioren-Europameisterschaften und den 12. Platz bei den Junioren-Weltmeisterschaften. Bei den U23-Weltmeisterschaften 2018 belegte sie den fünften Platz im Leichtgewichts-Einer. 2019 belegte sie im Leichtgewichts-Einer den vierten Platz bei den Europameisterschaften. Bei den U23-Weltmeisterschaften gewann sie mit Eline Rol den Titel im Leichtgewichts-Doppelzweier. Zusammen mit Pascale Walker gewann sie im Doppelzweier den D-Final bei den Weltmeisterschaften, was Platz 19 bedeutete.  2020 wurde sie mit Eline Rol im Doppelzweier Sechste bei den U23-Europameisterschaften. Bei den Europameisterschaften gewann sie die Silbermedaille im Leichtgewichts-Einer.

## Internationale Erfolge
- 2016: 8. Platz Junioren-Europameisterschaften im Doppelvierer
- 2016: 12. Platz Junioren-Weltmeisterschaften im Doppelvierer
- 2018: 5. Platz U23-Weltmeisterschaften im Leichtgewichts-Einer
- 2019: 4. Platz Europameisterschaften im Leichtgewichts-Einer
- 2019: Goldmedaille U23-Weltmeisterschaften im Leichtgewichts-Doppelzweier
- 2019: 19. Platz Weltmeisterschaften im Doppelzweier
- 2020: 6. Platz U23-Europameisterschaften im Doppelzweier
- 2020: Silbermedaille Europameisterschaften im Leichtgewichts-Einer